# ベーブリンゲン

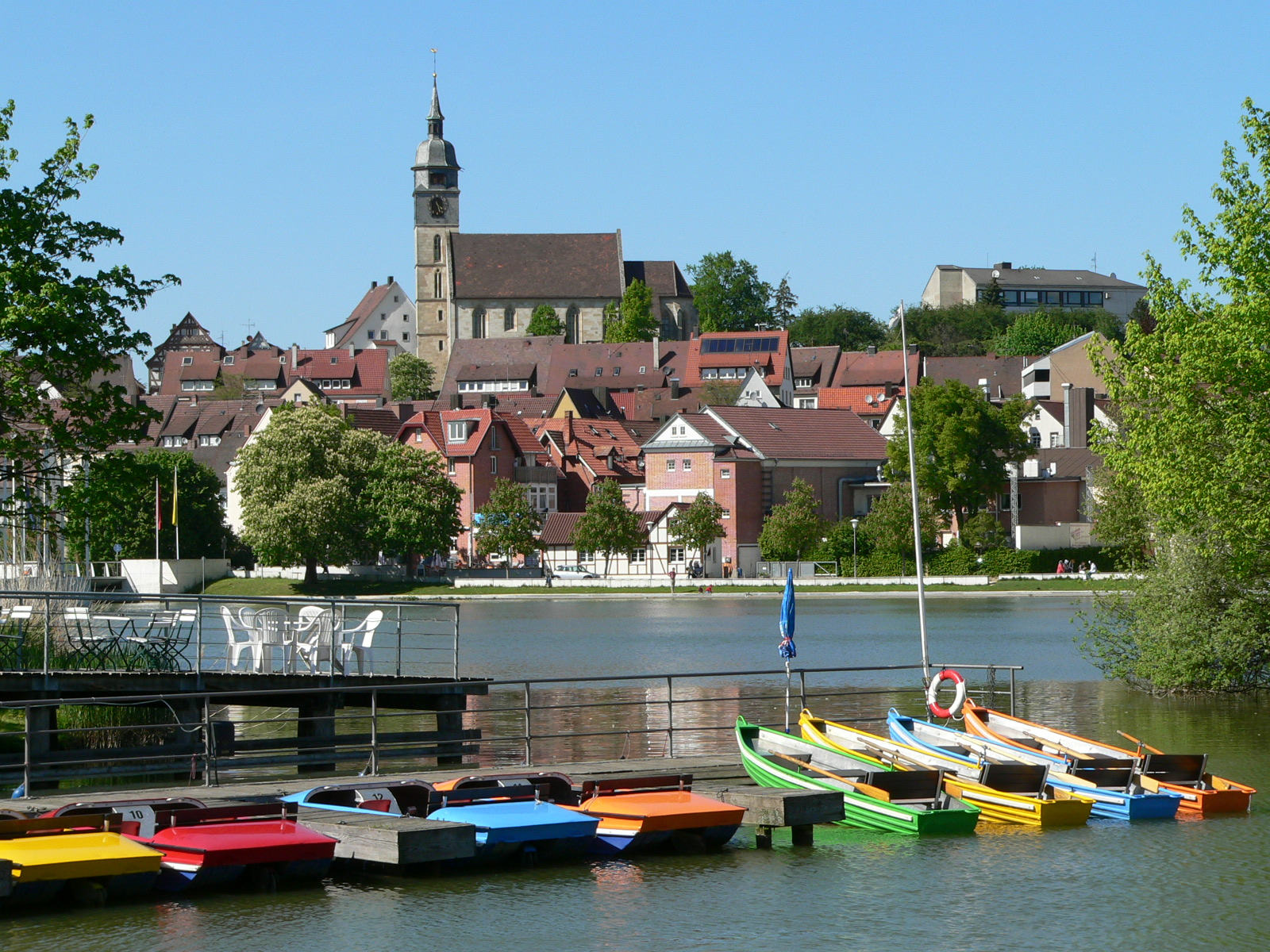
ベーブリンゲンの町並みと湖

ベーブリンゲン（Böblingen）は、ドイツ連邦共和国バーデン＝ヴュルテンベルク州の都市であり、ベーブリンゲン郡の中心地である。地理的にはジンデルフィンゲンに隣接する。自動車・情報産業の拠点が多く置かれている。

## 歴史
ベーブリンゲンは1253年に、テュービンゲン・ベーブリンゲン伯ヴィルヘルムによって創立され、1357年にはヴュルテンベルク領となった。
1524年に勃発したドイツ農民戦争において、西南ドイツでは農民の武装蜂起が次々に起こった。1525年5月12日、ベーブリンゲンはこの戦争中でも有数の激戦地となった。ワルトブルクのトゥルフゼス・ゲオルク3世の軍が、15000人の農民軍を襲撃し、3000人の死者を出したのである。
農民戦争が終結して一世紀、南ドイツは三十年戦争の戦禍に巻き込まれる。終結した1648年には、ベーブリンゲンの人口はわずか600人にまで減少していた。
1818年には、ヴュルテンベルク王国の一行政区画となる。1879年には鉄道が開通し、工業化を一挙におしすすめることとなった。

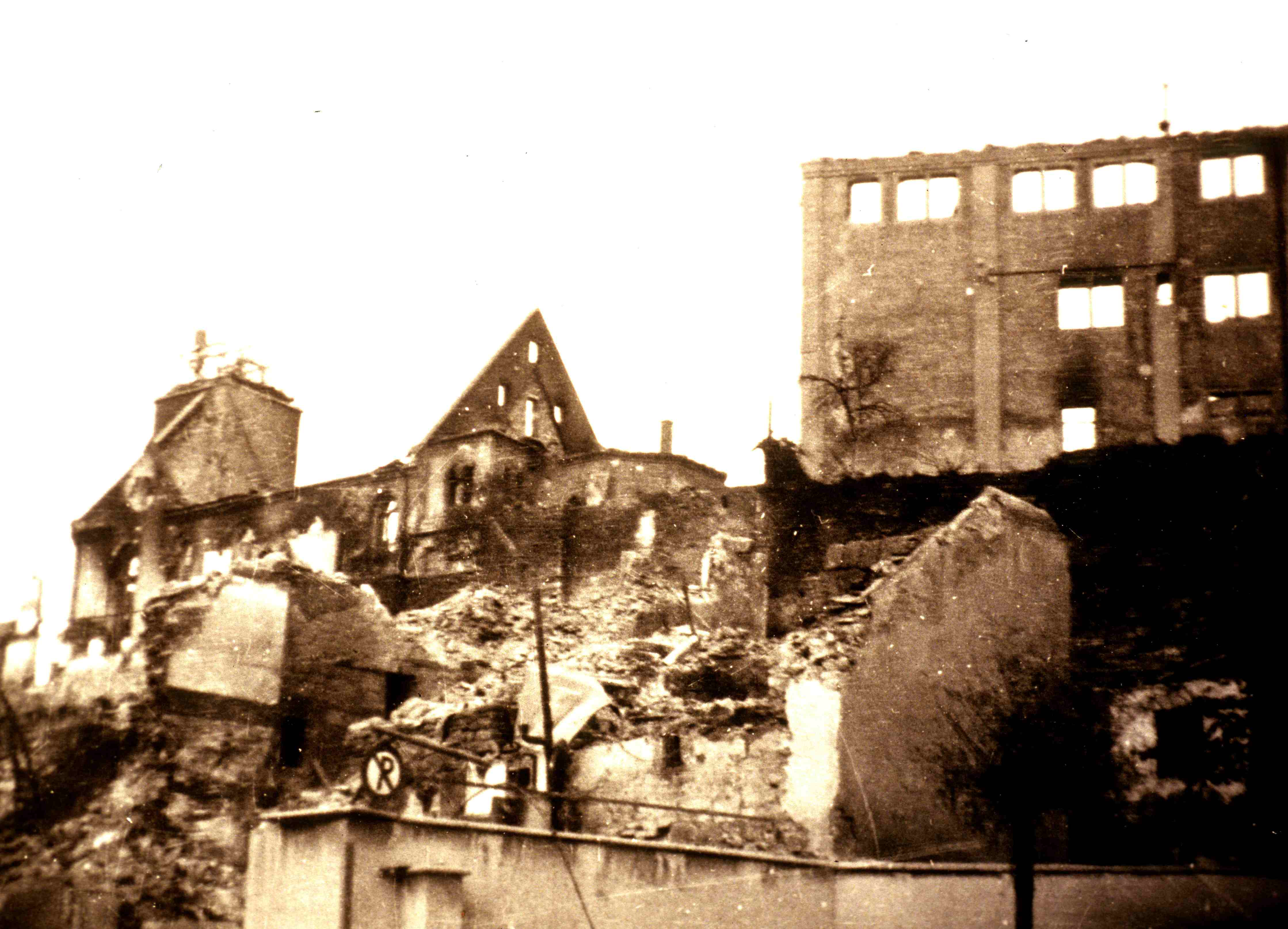
1943年のベーブリンゲン(空襲後)

第二次世界大戦においては、市の郊外に陸軍の演習地と実験場があったこともあり、この都市も空襲を受けた。1943年10月7日夜、焼夷弾と高性能爆弾により爆撃され、市民の犠牲が出た（死者 : 男性20人、女性12人、子供12人; 負傷者 : 200人; 市街の70%が崩壊、1735人が住居を失った）。1944年7月にも襲撃を受け、36人の非戦闘員が死亡した。
1962年、ベーブリンゲンは Große Kreisstadt（"大規模市" の意）に指名される。なお、現在（2007年）の境界は1971年以降のものである。

## 交通
シュトゥットガルト空港からはSバーンで約20分。
東にはアウトバーン （A8号線とA81号線） のインターチェンジがあるので、そこから国道 （B464号線またはB14号線） でアクセス可能。
鉄道は、シュトゥットガルト-ジンゲン線が通っている。

## 人口の変化
| 年              | 人口   |
| --------------- | ------ |
| 1598年          | 約800  |
| 1654年          | 628    |
| 1803年          | 2,125  |
| 1823年          | 2,549  |
| 1843年          | 3,504  |
| 1861年          | 3,287  |
| 1871年12月1日   | 3,826  |
| 1880年12月1日 ¹ | 4,365  |
| 1890年12月1日 ¹ | 4,659  |
| 1900年12月1日 ¹ | 5,303  |
| 1910年12月1日 ¹ | 6,019  |
| 1925年6月16日 ¹ | 7,227  |
| 1933年6月16日 ¹ | 7,998  |
| 1939年5月17日 ¹ | 12,560 |

| 年              | 人口   |
| --------------- | ------ |
| 1946年          | 10,809 |
| 1950年9月13日 ¹ | 12,601 |
| 1961年6月6日 ¹  | 25,366 |
| 1970年5月27日 ¹ | 35,925 |
| 1975年12月31日  | 40,547 |
| 1980年12月31日  | 41,505 |
| 1987年5月27日 ¹ | 42,589 |
| 1990年 12月31日 | 44,903 |
| 1995年12月31日  | 46,516 |
| 2000年12月31日  | 45,637 |
| 2004年9月30日   | 46,064 |
| 2013年12月31日  | 46,714 |
| 2021年12月31日  | 50,470 |

¹ 人口調査の結果

## 文化

### 博物館・美術館
- 十番倉庫（1593年建設。ドイツ農民戦争に関するジオラマなどを展示する資料館となっている）
- ドイツ食肉博物館 （畜産・加工・調理の歴史を展示している）
- ベーブリンゲン市立ギャラリー（美術館）

### 行事
1996年から毎年6月～9月、「ベーブリンゲン湖畔の夏祭り」として、二つの湖の畔でフリーマーケット、コンサートなど、およそ60のイベントが行われる。

## 産業
ベーブリンゲンは、隣接するジンデルフィンゲンと併せて、自動車と情報産業が集まる地域となっている。以下の大企業がこの地域に拠点を構えている。
- アジレント・テクノロジー（計測機）
- IBM（コンピュータ関連）
- ヒューレット・パッカード（コンピュータ関連）
- ダイムラー（自動車）
- フィリップス（医療モニター）

## 姉妹都市
- アルバ （クーネオ県）, イタリア
- グレンロセス, スコットランド

## 出身者
- ティモ・バウムガルトル - サッカー選手